# Liste philosophischer Schulen
Liste philosophischer Schulen, Strömungen und Bewegungen:

## A
- Achintya Bheda Abheda
- Agnostizismus
- Aktivismus (Kurt Hiller)
- Alexandrinische Schule
- Analytische Philosophie
- Anarchist schools of thought
- Antipositivismus
- Arianismus
- Arminianismus
- Atheismus
- Atomismus
- Augustinismus
- Australischer Realismus (Australischer Materialismus)
- Averroismus

## B
- Badische Schule (Neukantianismus)
- Britischer Idealismus

## C
- Cambridger Platoniker
- Christlicher Humanismus
- Collegium Conimbricense
- Common-Sense-Philosophie

## D
- Daoismus (Taoismus)
- Deismus
- Dekonstruktivismus
- Deontologie
- Deutscher Idealismus
- Dialektischer Materialismus
- Dvaita
- Dvaitadvaita

## E
- Eleaten
- Emanation (Philosophie)
- Empirismus
- Epikureismus
- Eretrische Schule
- Eurasismus
- Existentialismus
- Externismus (umstritten, Fiktion)

## F
- Feministische Philosophie
- Buchmanismus
- Frankfurter Schule
- Franziskanische Schule von Paris

## G
- Gaudiya Vaishnava

## H
- Hedonismus
- Hellenistische Philosophie
- Hilbertprogramm
- Historizismus
- Humanismus
- Hylischer Pluralismus

## I
- Idealismus
- Illuminationsphilosophie
- Illuminismus
- Intuitionismus
- Irrationalismus

## J
- Junghegelianer

## K
- Karolingische Renaissance
- Kommunitarismus
- Konfuzianismus
- Kontinentalphilosophie
- Kopernikanische Wende
- Kreationismus
- Kritischer Realismus
- Kynismus
- Kyōto-Schule
- Kyrenaiker

## L
- Legalismus
- Lemberg-Warschau-Schule
- Libertinismus

## M
- Marxismus
- Marxistischer Humanismus
- Materialismus
- Megariker

## N
- Naturalismus
- Neopositivismus
- Neuhumanismus
- Neuplatonismus
- Marburger Schule
- Nominalismus
- Schule von Nyaya

## O
- Objektivismus (Erkenntnistheorie)
- Orphiker
- Oxford Calculators
- Oxford Franciscan school

## P
- Peripatos
- Personalismus
- Phänomenologie
- Philosophie des Absurden
- Platonismus
- Pluralismus (Philosophie)
- Port-Royal Schools
- Positivismus
- Postmodernismus
- Prager Schule (Philosophie)
- Pragmatismus
- Praxis-Gruppe
- Prozessphilosophie
- Pythagoreer

## R
- Realismus (Philosophie)
- Romantik

## S
- Scholastik
- Schule der Namen
- Schule von Abdera
- Schule von Elea, siehe Eleaten
- Schule von Kerala
- Schule von Madrid
- Schule von Milet (Vorsokratiker)
- Schule von Paris (Philosophie)
- Schule von Salamanca
- Shuddhadvaita
- Skeptizismus
- Sophisten
- Solipsismus
- Spiritualismus
- Stoa
- Strukturalismus
- Südwestdeutsche Schule (Neukantianismus)

## T
- Taoismus → siehe Daoismus
- Tel Quel group
- Theismus
- Theosophie
- Thomismus
- Traditionalismus (Philosophie)
- Transhumanismus
- Transzendentaler Idealismus
- Transzendentalismus

## U
- Utilitarismus

## V
- Vishishtadvaita
- Vitalismus
- Vorsokratiker

## W
- Weimarer Klassik
- Wiener Kreis